# Sebakwe pallida
Sebakwe pallida är en skalbaggsart som beskrevs av Louis Burgeon 1946. Sebakwe pallida ingår i släktet Sebakwe och familjen Melolonthidae. Inga underarter finns listade i Catalogue of Life.